# Castell de Corbera de Llobregat
|  | No s'ha de confondre amb Casal de Santa Magdalena. |

El Castell de Corbera de Llobregat era un edifici del municipi homònim (Baix Llobregat) del que només queden algunes restes, declarades bé cultural d'interès nacional.

## Història i descripció
Documentat el 1031 (testament de Guillem de Mediona), va passar successivament als Oló, als Cardona i als Marimon de Plegamans, cognominats després Corbera. El 1496, Benet Miquel de Corbera va fer una profunda reforma i rehabilitació del castell. El 1619, va passar a mans de la família Móra, i el 1714, fou enderrocat per ordre de Felip V, que en compensació, cedí al baró la casa de pelegrins de Santa Magdalena, coneguda actualment com «el castell».
Les obres de la nova rectoria (1948-1950)
en van fer desaparèixer els darrers vestigis, aprofitant-ne les pedres per la construcció del nou edifici. L'angle sud-oest de la casa rectoral s'assenta sobre les restes d'un tram d'un mur de tancament de l'antic castell, que continua en direcció oest (ja fora del perímetre de la rectoria) i defineix la base d'una torre rodona. Les restes es distingeixen de la construcció més moderna per la mida més grossa de les pedres i la rusticitat de la col·locació amb morter de calç.

### Capella de Santa Magdalena
El castell tenia una capella dedicada a Santa Magdalena, de devoció ancestral al poble, i que segons Josep Maria Riera Bagué, va ser feta construir per Elionor de Corbera quan en va recuperar la plena possessió el 1481, després de la guerra civil entre la Generalitat contra Joan II, on fou partidària d'aquest.
Després de l'enderrocament del castell, la capella es va mantenir en peu, tal com ho testifica la ressenya d'una visita pastoral el 1728. A mitjans del segle xx encara se'n conservava la façana amb el portal gòtic amb un portal d'estil gòtic flamíger, així com un arc i les parets d'una sala del castell, fets de gres vermell i que foren incorporats a la nova rectoria com a pas o connexió amb l'església parroquial de Santa Maria.